# Jabłonna I
Jabłonna I – zlikwidowana wąskotorowa stacja kolejowa w Jabłonnie, w województwie mazowieckim, w Polsce.